# Adore You (Harry Styles)
Adore You è un singolo del cantante britannico Harry Styles, pubblicato il 6 dicembre 2019 come terzo estratto dal secondo album in studio Fine Line.

## Promozione
Harry Styles ha presentato Adore You dal vivo per la prima volta il 7 dicembre 2019 al Graham Norton Show. Tre giorni dopo lo stesso è stato eseguito al Late Late Show di James Corden.

## Video musicale
Il video musicale è stato reso disponibile in concomitanza con l'uscita del singolo ed è stato diretto da Dave Meyers.
Il video, lungo poco meno di otto minuti, ha come protagonista il cantante, che interpreta un ragazzo del villaggio di pescatori di Eroda. La gente è chiusa mentalmente, perennemente imbronciata, per cui il giovane viene considerato un reietto, essendo l'unica persona sorridente sull'isola. Quando diventa più adulto il ragazzo si sente molto solo. Un giorno è vicino all'oceano e nota un pesce che rimbalza sugli scogli nonostante lui lo ributti nelle acque. A questo punto il giovane incuriosito decide di portarlo con sé e prendersene cura. Alla fine del video il pesce, oramai diventato troppo grande, vede qualcuno che sta facendo a fette un suo simile, spaventato rompe il suo acquario e i residenti finalmente si avvicinano al ragazzo e lo aiutano a raggiungere il lago. Egli a malincuore libera il suo amico nell'oceano, ma ora tutti gli sorridono e anche lui ritorna a sorridere.
Le scene principali del video con Harry Styles sono state girate nel villaggio di pescatori scozzese di St Abbs. Ulteriori scene secondarie sono state girate a Cockenzie and Port Seton. I primi due minuti del video contengono una narrazione della cantante spagnola Rosalía.

## Tracce
Testi e musiche di Harry Styles, Thomas Hull, Amy Allen e Tyler Johnson.
1. Adore You – 3:27

## Formazione
Musicisti
- Harry Styles – voce, cori
- Amy Allen – cori
- Kid Harpoon – batteria, basso, chitarra elettrica, programmazione della batteria, tastiera
- Tyler Johnson – programmazione della batteria, tastiera

Produzione
- Kid Harpoon – produzione, ingegneria del suono
- Tyler Johnson – co-produzione
- Jeremy Hatcher – ingegneria del suono
- Randy Merrill – mastering
- Spike Stent – missaggio
- Michael Freeman – assistenza al missaggio
- Matt Tuggle – assistenza all'ingegneria del suono

## Successo commerciale
Nella Billboard Hot 100, il singolo è salito dalla 16ª posizione alla 7ª nella pubblicazione del 28 marzo 2020, divenendo la seconda top ten da solista di Styles dal 2017, quando Sign of the Times aveva esordito al 4º posto. Nel corso della settimana ha venduto 6 000 copie digitali, accumulando un'audience radiofonica pari a 76 milioni e 21,5 milioni di riproduzioni in streaming, risultando così la 16ª canzone più scaricata, la 4ª più ascoltata in radio e la 40ª più riprodotta sulle piattaforme streaming della settimana. La settimana successiva ha raggiunto un picco di 6 e la vetta della Pop Songs, rendendo l'interprete il quarto membro degli One Direction ad eseguire tale risultato.
Durante la prima metà del 2020 è risultato il 5º brano più ascoltato in radio grazie a 1,727 miliardi di ascoltatori radiofonici in territorio statunitense. In Italia il brano è stato il 64º più trasmesso dalle radio nel 2020.

## Classifiche

### Classifiche settimanali
| Classifica (2019-21) | Posizione massima |
| -------------------- | ----------------- |
| Argentina            | 56                |
| Australia            | 7                 |
| Austria              | 59                |
| Belgio (Fiandre)     | 12                |
| Belgio (Vallonia)    | 8                 |
| Canada               | 10                |
| Croazia              | 8                 |
| Danimarca            | 27                |
| Estonia              | 15                |
| Finlandia            | 19                |
| Francia              | 126               |
| Germania             | 82                |
| Grecia               | 15                |
| Irlanda              | 4                 |
| Islanda              | 6                 |
| Italia               | 78                |
| Lettonia             | 12                |
| Lituania             | 5                 |
| Norvegia             | 32                |
| Nuova Zelanda        | 6                 |
| Paesi Bassi          | 24                |
| Panama               | 193               |
| Perù                 | 106               |
| Polonia              | 11                |
| Portogallo           | 13                |
| Regno Unito          | 7                 |
| Repubblica Ceca      | 17                |
| Romania              | 60                |
| Singapore            | 14                |
| Slovacchia           | 23                |
| Slovenia             | 6                 |
| Spagna               | 83                |
| Stati Uniti          | 6                 |
| Svezia               | 40                |
| Svizzera             | 35                |
| Ungheria             | 24                |

### Classifiche di fine anno
| Classifica (2020) | Posizione |
| ----------------- | --------- |
| Australia         | 11        |
| Belgio (Fiandre)  | 35        |
| Belgio (Vallonia) | 42        |
| Canada            | 12        |
| Croazia           | 20        |
| Danimarca         | 45        |
| Irlanda           | 19        |
| Islanda           | 13        |
| Nuova Zelanda     | 18        |
| Paesi Bassi       | 74        |
| Polonia           | 58        |
| Portogallo        | 38        |
| Regno Unito       | 16        |
| Slovenia          | 16        |
| Stati Uniti       | 6         |
| Svezia            | 88        |
| Svizzera          | 99        |
| Ungheria          | 82        |
| Classifica (2021) | Posizione |
| Portogallo        | 162       |